# Diego de Cáseda y Zaldívar
Diego de Cáseda y Zaldívar (Calahorra, La Rioja, 1638 - Saragossa, 10 de setembre de 1694) fou un compositor i mestre de capella.

## Biografia
Va pertànyer a una família de músics de Viana que van treballar a la catedral de Calahorra. Diego de Cáseda ingressa l'any 1649 com a mosso de cor a la catedral de Calahorra, estudiant en aquests anys amb el mestre de capella Marón del Valle.
D'aquest compositor s'ha conservat un memorial que va enviar al el rei Carles II l'any 1648, sol·licitant el magisteri de la Capella Reial després de la mort de Cristobal Galán.
En aquest document relata tota la seva trajectòria professional. L'any 1648 va ser nomenat mestre de capella a Tudela (Navarra), d'allí va passar al mateix lloc a Viana i posteriorment a Logronyo, on va opositar el 1668 al magisteri de la catedral de Zamora. Estant a Logronyo, va ser nomenat mestre de capella al Pilar, començant l'11 de novembre d'aquest any.
El 1677 i 1678 el rei li va fer l'encàrrec de compondre la música per a les festivitats de Nadal, Reis i Corpus de la Capella Reial, però no va ser nomenat mestre de capella.
L'any 1684 sol·licita de nou el lloc al rei, però aquest nomena a Diego Verdugo, per llavors mestre de capella a Salamanca. El novembre de 1684 Cáseda envia una carta al capítol de la catedral de Salamanca sol·licitant per a ell o per al seu fill, José de Cáseda, el lloc de mestre de capella vacant en aquesta catedral. No obstant això, Cáseda romandrà fins a la seva mort com a mestre de capella al Pilar.
L'any 1681 Cáseda participa en la composició de la música per a les festes de la col·locació de la primera pedra del nou temple de la Mare de Déu del Pilar.
El 1686 se li demana que a més de donar lliçó als infants del Pilar, la doni també als infants de la Seu per estar molt ancià el mestre d'aquesta església, Sebastian Alfonso.
Finalment, mor l'any 1694, atorgant el seu testament davant del notari Dionisio Antonio Sánchez del Castellar. En aquest document queda constància d'haver tingut dues dones, la primera Esperança de Villamayor i Rosales amb la qual va tenir tres fills, i una segona amb la qual va tenir dues filles que en aquells dies eren encara menors.

## Obra
La seva producció musical com a mestre de capella del Pilar ha quedat reflectida, especialment per les matines de Reis, en els nombrosos plecs de textos de nadales als quals aquest mestre va posar música. S'han conservat en diferents biblioteques plecs de textos de nadales per les matines de Reis des de 1674 fins a 1694. Fins i tot d'algun d'ells s'ha conservat la música com la nadala Gran niño y Dios fuerte composta per a la festa de Reis de 1684 i conservada a la catedral de Valladolid, o Ay mi querido y tierno infante compost per Reis el 1687, i conservat a les catedrals de Valladolid i Salamanca. La seva música es troba dispersa per nombrosos arxius i biblioteques d'Espanya i Hispanoamèrica. Hi ha música seva a la Biblioteca de Catalunya, Biblioteca Nacional d'Espanya, i als arxius de les catedrals de Saragossa, Pamplona, Salamanca, Valladolid i Mèxic.